# André Navarra
André Navarra (* 13. Oktober 1911 in Biarritz; † 31. Juli 1988 in Siena) war ein französischer Cellist, der zusammen mit Pierre Fournier, Paul Tortelier und Maurice Gendron die große französische Cellotradition prägte.

## Leben
Navarra wurde als Sohn eines Kontrabassisten italienischer Abstammung geboren und trat als Neunjähriger am Konservatorium von Toulouse in die Klasse seines Lehrers Ringeisen ein. Im Alter von 13 Jahren erwarb er den Ersten Preis des Konservatoriums von Toulouse. In seiner Jugend galt er als ein hervorragender Mittelgewichts-Boxer und Schwimmer. Im Jahre 1926 wechselte er zu Jules Loeb an das Konservatorium von Paris. Hier erhielt er im Alter von 15 Jahren den Ersten Preis des Konservatoriums in Paris. Seit dem Jahr 1927 war er sieben Jahre lang Mitglied im Kretly-Streichquartett.
1933 trat er in das Orchestre de l’Opera de Paris ein und spielt in Konzerten des Dirigenten Walter Straram (1876–1933), daneben unter Dirigenten wie Arturo Toscanini, Bruno Walter und Wilhelm Furtwängler. 1937 errang er den Ersten Preis beim ersten Internationalen Cellowettbewerb in Wien. Als Solist gab er in dieser Zeit Konzerte mit den Orchestern Pasdeloup und Lamoureux. Es folgten erste Konzerte im französischen Radio, anschließend in Österreich, Polen und Italien.
Ab 1945 war er ausschließlich solistisch u. a. mit Konzerten in London, Den Haag, Genf, Rom und Berlin tätig. 1946 folgten erste Aufführungen zeitgenössischer Werke, die ihm gewidmet wurden, z. B. Cantilène variée für Violoncello und Klavier (1937) von Tony Aubin. – 1949 wurde er als Nachfolger von Pierre Fournier zum Professor des Conservatoire National Superieur in Paris ernannt.
Im Jahre 1952 begann er mit seinen Sommerkursen an der Accademia Chigiana in Siena. Der Beginn seiner Schallplattenaufzeichnungen als Solist datiert 1959. Er erhielt zweimal den Grand Prix du Disque. 1965 absolvierte er seine erste Konzert-Tournee durch die USA mit dem Dirigenten Charles Münch. Seit 1967 war er Professor an der Hochschule für Musik Detmold, 1968–1970 gab er Kurse an der Royal Academy of Music in London. 1969 erfolgte seine erste Konzertreise durch die UdSSR. 1970–1973: Sommerkurse an der Sommerakademie Maurice Ravel in Saint-Jean-de-Luz. Vom Jahre 1973 bis zu seinem Tode war André Navarra ebenfalls im Rahmen einer Gastprofessur an der Hochschule für Musik und darstellende Kunst in Wien tätig.|
Navarra starb am 31. Juli 1988 im Alter von 76 Jahren. Er prägte zahlreiche Schüler, darunter Christoph Richter, Xenia Jankovic, Susanna Pflüger, Florian Kitt, Tadao Kataoka, Valentin Erben, Stephan Haack, Johannes Goritzki, Friedrich Sellheim, Tobias Kühne, Alexander Baillie, Roel Dieltiens, Martin Ostertag, Bernhard Gmelin, Walter Nothas, Rudolf Gleißner, Michael Veit, Marcio Carneiro, François Guye, Heinrich Schiff, Horatiu Cenariu und Christophe Coin.

## Quelle
- Tobias Kühne: André Navarra und die Meisterschaft des Bogens. Wiener Gespräche und Erinnerungen seiner Schüler. Hrsg. von Andrea Welker. Verlag Bibliothek der Provinz, Weitra 1998, ISBN 3-85252-136-X, (Edition München).

| Personendaten    | Personendaten         |
| ---------------- | --------------------- |
| NAME             | Navarra, André        |
| KURZBESCHREIBUNG | französischer Cellist |
| GEBURTSDATUM     | 13. Oktober 1911      |
| GEBURTSORT       | Biarritz              |
| STERBEDATUM      | 31. Juli 1988         |
| STERBEORT        | Siena                 |